# Réserve naturelle du Mont Torricchio
La Réserve naturelle du Mont Torricchio est un espace naturel protégé créé dans la région des Marches en 1977 dans la province de Macerata,.

## Territoire

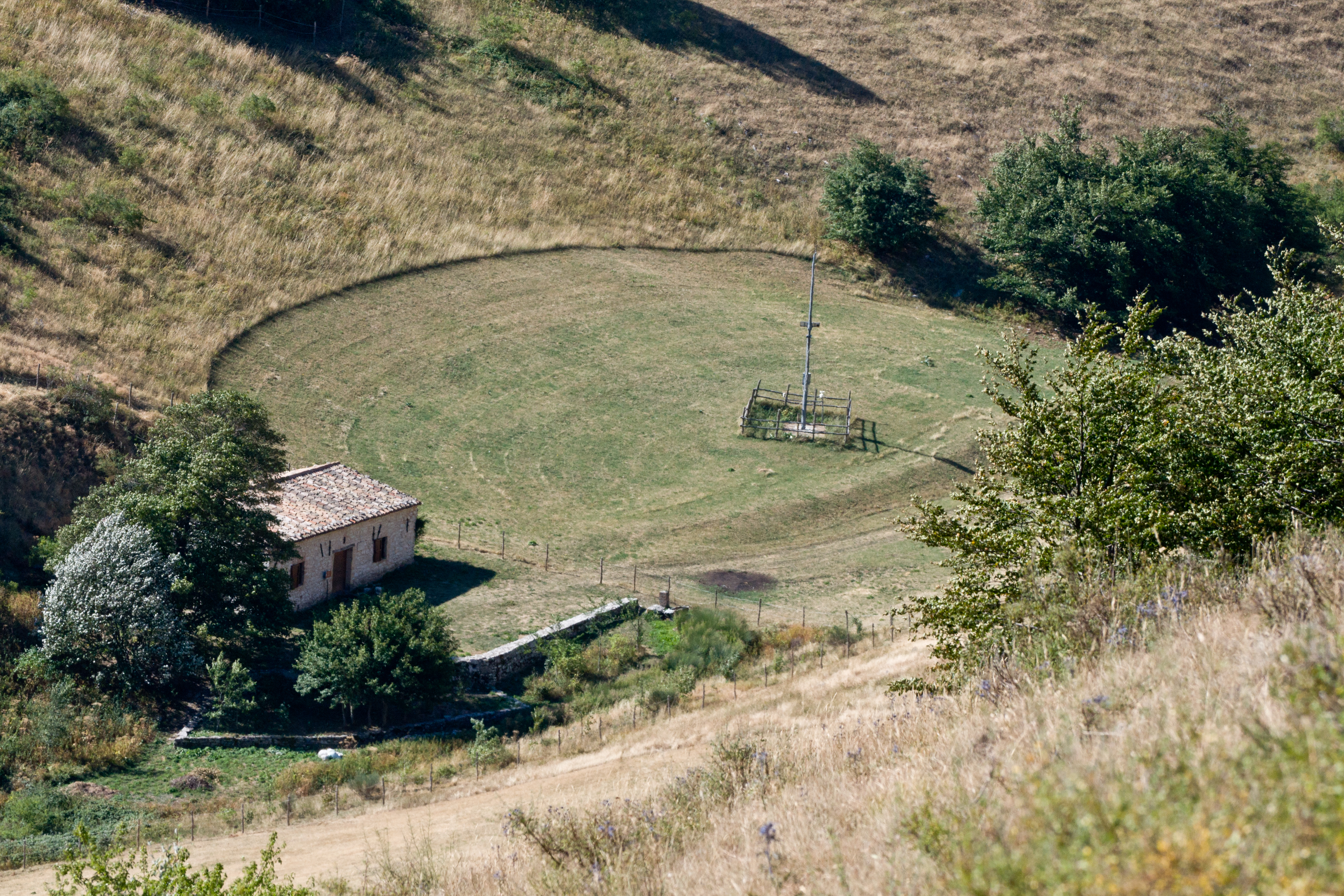
Casale Piscini.

Il s'agit d'une zone située dans la vallée de Tazza, affluent de la rivière Chienti, entre les pentes du Mont Fema, du Mont Cetrognola et du Mont Torricchio, à une altitude allant de 820 à 1 491 m d'altitude. C'est une zone isolée, éloignée des grands centres habités et sans population résidente, qui relève presque entièrement de la commune de Pieve Torina et pour environ 2 hectares de celle de Monte Cavallo. Le Val di Tazza a été, au fil des siècles, une source de bois pour les villages de la vallée. On y construit un tabernacle et une ferme appelée Casale Piscini, dotée des équipements de l'Université de Camerino laquelle gère la réserve.
La réserve est incluse dans un site d'importance communautaire (Montagna di Torricchio :SIC-IT5330022) de 1 231 ha du Réseau Natura 2000.

### Répartition du parc
Pour un total de 317 hectares la réserve comprend
- Pâturage - 203 ha
- Prés - 13 ha
- Pâturage de brousse - 14 ha
- Forêt - 86 ha

## Flore
La liste floristique comprend 789 taxons spécifiques et sous-spécifiques appartenant à 81 familles et 352 genres.

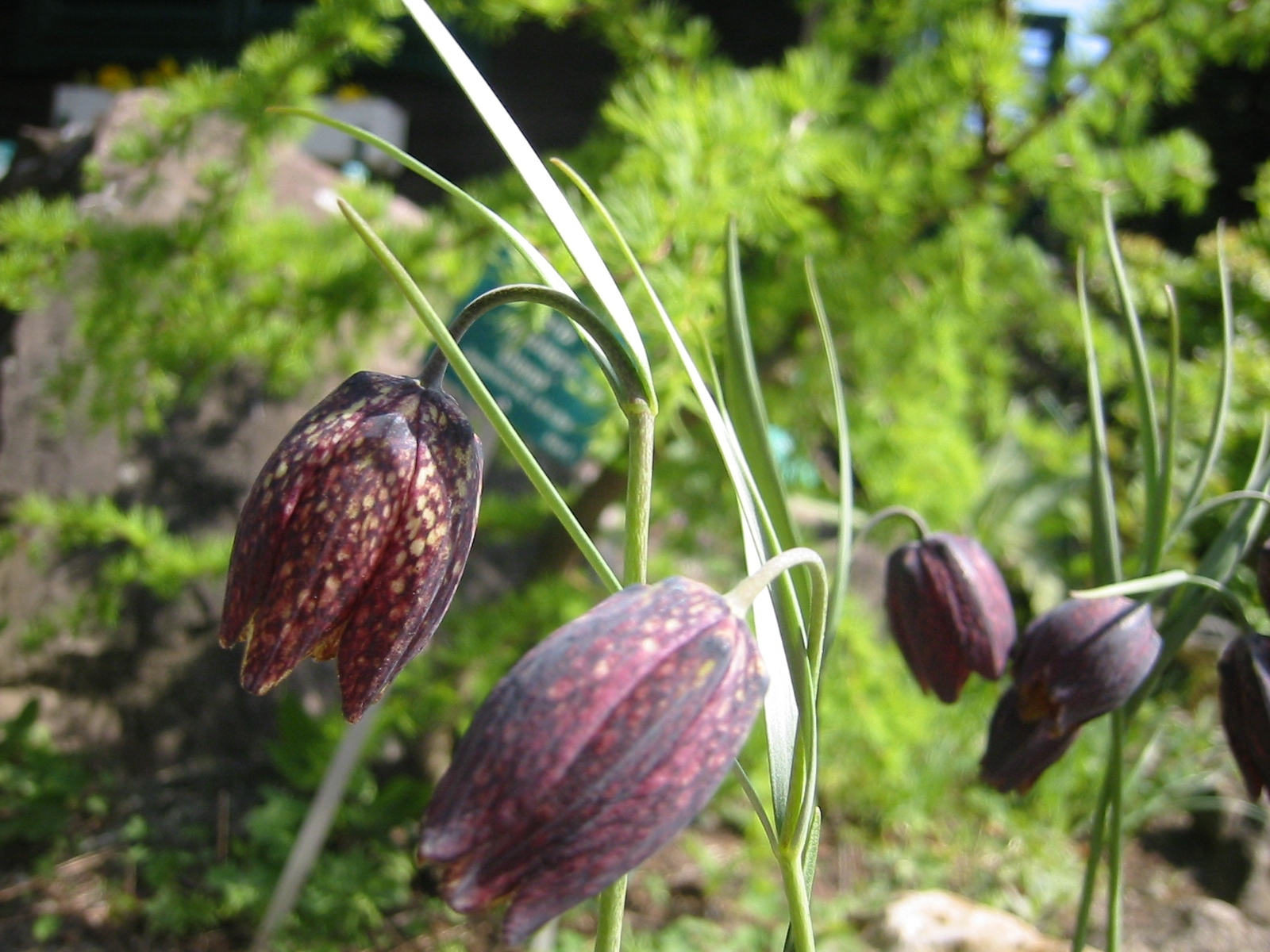
Fritillaria montana.

Les familles les plus représentées sont les Asteraceae (112 taxons), les Poaceae (73 taxons de graminées), les Fabaceae (66 taxons de légumineuses), les Rosaceae (40 taxons de rosacées), les Lamiaceae (39 taxons de lamiacées), les Caryophyllaceae (37 taxons) et les Brassicaceae (36 taxons). Les genres les plus riches sont les Trifolium (18 taxons) et les Hieracium (14 taxons), Carex, Galium, Pâturin et Ranunculus (10 taxons) et Cerastium (9 taxons). 
Parmi les nombreuses espèces remarquables, on trouve la Fritillaria montana (it) Hoppe ex W.D.J.Koch.

## Faune
Dans le Val di Tazza, l'un des éléments les plus importants de la réserve, des loups, des ours, des porcs-épics et des chats sauvages ont été aperçus.

## Galerie

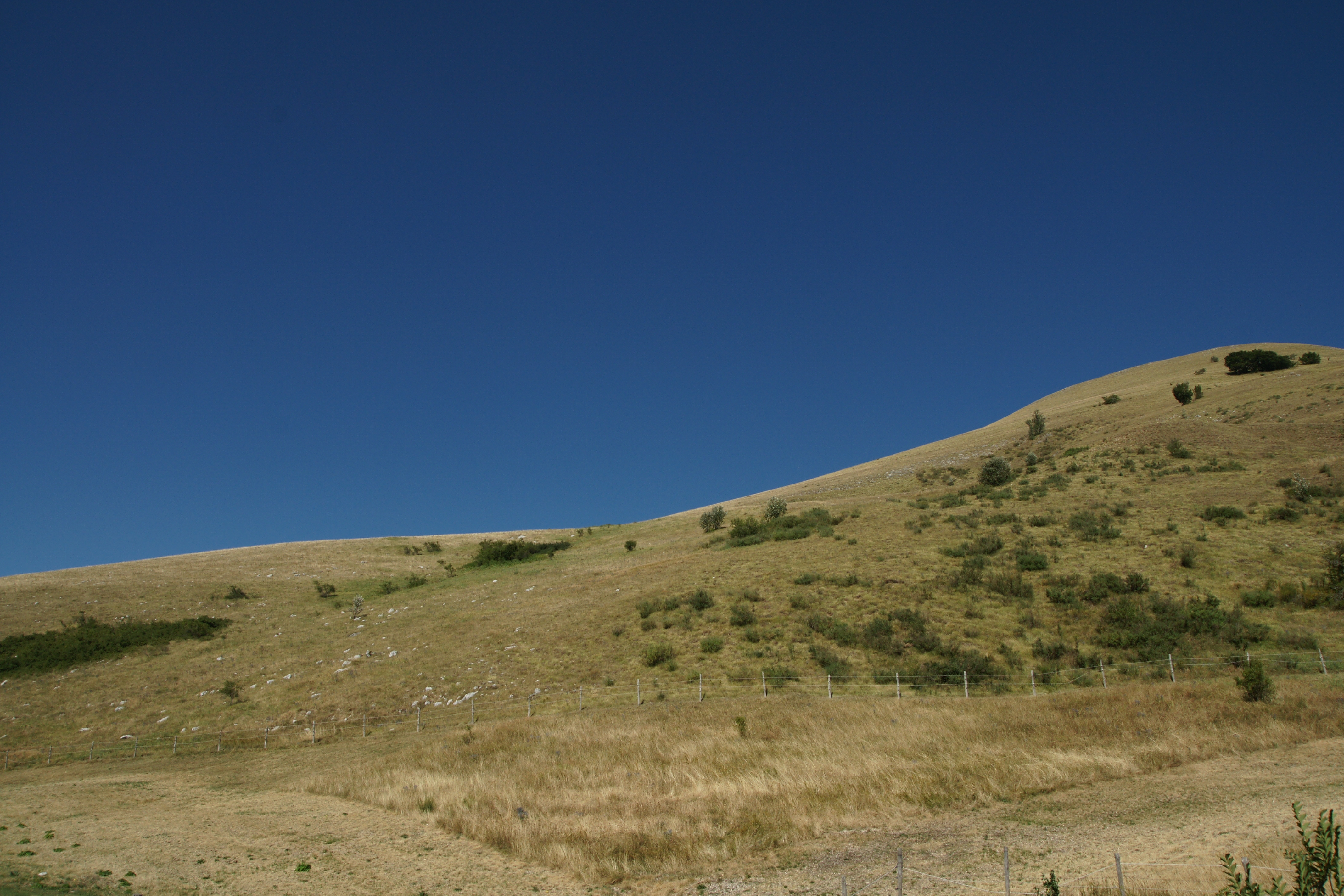
Le mont Cetrognola.
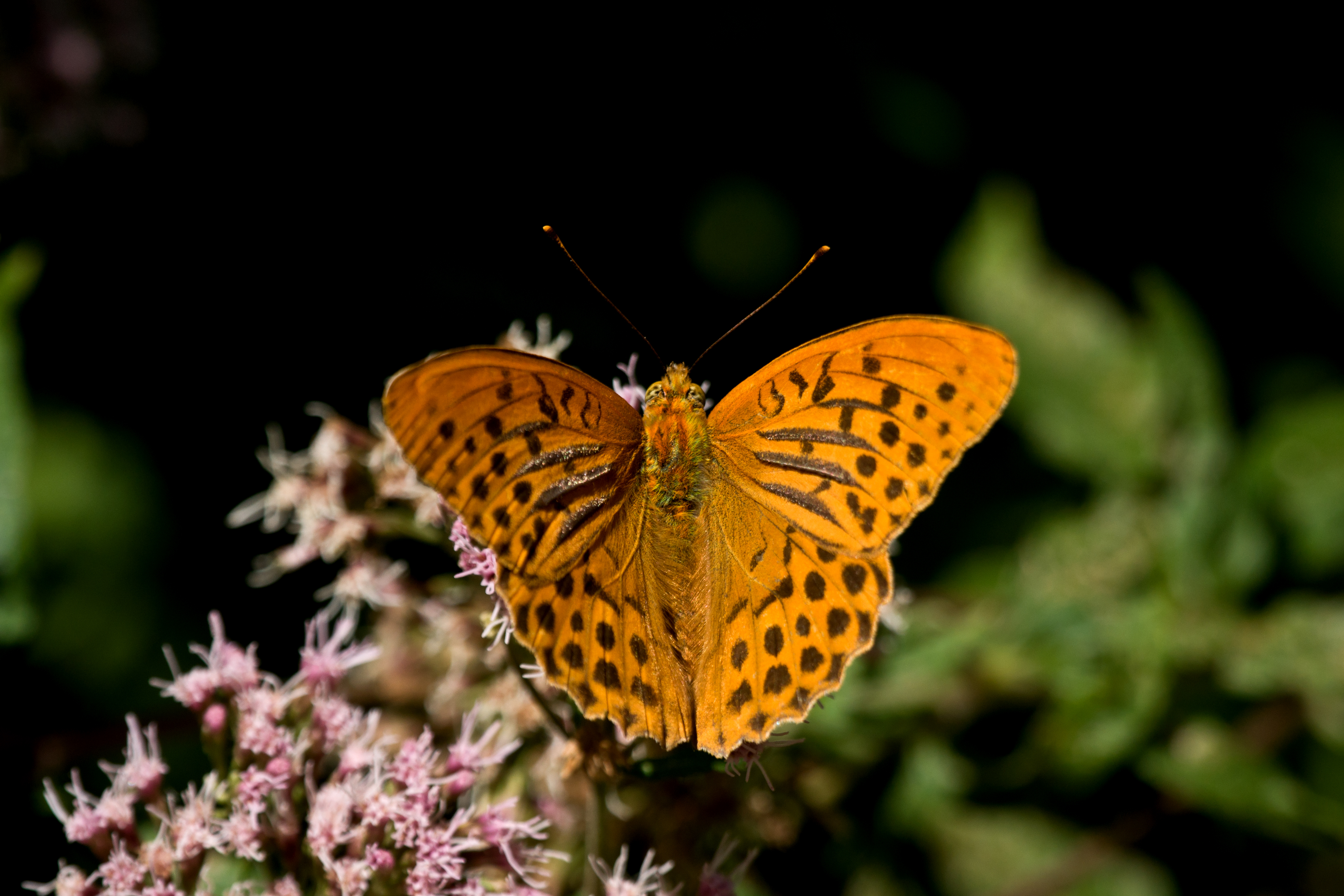
Papillon tigre.